# 垌莫错
垌莫错（藏語：སྐྱུང་མོ་མཚོ，威利转写：skyung mo mtsho，THL：Kyungmo Tso）位于中国西藏自治区那曲市尼玛县境内，地处尼玛县南部，湖面海拔4482米，面积10.8平方公里。湖区年均气温约0℃，年均降水量约150～200毫米。湖水主要依靠地表径流补给，集水区面积1210平方公里，湖水从南部出流注入甲若错。